# Kloßsche Gleichung

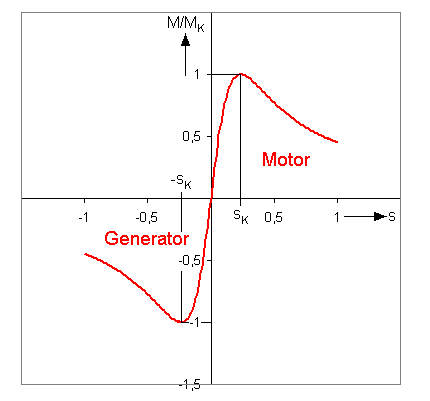
Verlauf des Drehmomentes nach der Kloss'schen Formel

Die kloßsche Gleichung oder auch Kloss'sche Formel ist eine Näherung zur Berechnung von Asynchronmaschinen, bei der ein reduziertes Ersatzschaltbild angenommen wird. Sie ist benannt nach dem Forscher Max Kloss.
Kloss'sche Formel:
{\displaystyle {\frac {M_{\mathrm {i} }}{M_{\mathrm {K} }}}={\frac {2}{{\frac {s}{s_{\mathrm {K} }}}+{\frac {s_{\mathrm {K} }}{s}}}}}
mit den Parametern:
- {\displaystyle {M_{\mathrm {i} }}} = Inneres Drehmoment,
- {\displaystyle {M_{\mathrm {K} }}} = Kippmoment,
- {\displaystyle {s}} = Schlupf,
- {\displaystyle {s_{\mathrm {K} }}} = Kippschlupf

Da im stromrichtergespeisten Betrieb der Schlupf {\displaystyle s}, beispielsweise bei Stellung einer elektrischen Statorkreisfrequenz von 0, seine Bedeutung verliert, ist eine Beschreibung über die Rotorkreisfrequenz üblich, wo äquivalent zur Beschreibung mit dem Schlupf gilt:
{\displaystyle {\frac {M_{\mathrm {el} }}{M_{\mathrm {el,K} }}}={\frac {2}{{\frac {\omega _{\mathrm {r} }}{\omega _{\mathrm {rK} }}}+{\frac {\omega _{\mathrm {rK} }}{\omega _{\mathrm {r} }}}}}}
- {\displaystyle {M_{\mathrm {el} }}={M\cdot p},{M_{\mathrm {el,K} }}={M_{\mathrm {K} }\cdot p}} , wobei {\displaystyle p} die Polpaarzahl ist
- {\displaystyle {\omega _{r}}} = Elektrische Rotorkreisfrequenz,
- {\displaystyle {\omega _{\mathrm {rK} }}} = Elektrische Kipprotorkreisfrequenz

Angenommen wird ein reduziertes ESB (Ersatzschaltbild), bei der die Hauptfeldreaktanz ({\displaystyle {X_{\mathrm {h} }}}) als unendlich groß und der Kupferwiderstand der Ständerwicklung ({\displaystyle {R_{\mathrm {1} }}}) mit 0 angenommen wird. Die Gleichung stellt eine allgemeine Drehmomentenbeziehung dar, die für alle Asynchronmaschinen gültig ist. Sind die Daten des Kipppunktes einer Maschine bekannt, so kann mit ihr das Drehmoment für einen beliebigen Schlupf bestimmt werden.

## Anwendungsbeispiel
Das Kippmoment einer Maschine betrage 500 Nm, der Kippschlupf beträgt 0,236. Wie groß ist das Anlaufmoment der Maschine wenn der Schlupf s = 1 beträgt? 
{\displaystyle {M_{\mathrm {A} }}={M_{\mathrm {K} }}\cdot {\frac {2}{s_{\mathrm {K} }+1/s_{\mathrm {K} }}}=500\,\mathrm {Nm} \cdot {\frac {2}{0{,}236+1/0{,}236}}=223{,}5\,\mathrm {Nm} }